# Donna Mills
Pour les articles homonymes, voir Mills.
 (novembre 2022).
Si vous disposez d'ouvrages ou d'articles de référence ou si vous connaissez des sites web de qualité traitant du thème abordé ici, merci de compléter l'article en donnant les références utiles à sa vérifiabilité et en les liant à la section « Notes et références ».
Donna Mills, née Donna Miller le 11 décembre 1940 à Chicago, dans l'Illinois, est une actrice américaine.
Elle est connue pour avoir joué la petite amie du personnage de Clint Eastwood dans le film Un frisson dans la nuit (1971) et, à la télévision, pour son rôle d'Abby Fairgate Cunningham Ewing Sumner dans la série Côte Ouest (1979), pendant plus de treize ans.

## Biographie

### Famille et formation
Donna Mills est la fille de Bernice Miller, une professeur de danse et de Frank Miller, chercheur de marché.
Elle effectue sa scolarité à l'école primaire de Garvy et au Lycée de Taft. Après avoir été doublement promue à Garvey, elle est diplômée de Taft à un âge précoce. Elle fréquente ensuite l'université de l'Illinois à Urbana-Champaign où elle est membre de la sororité Delta Gamma. Elle suit un an de cours, avant de quitter l'université pour poursuivre une carrière de danseuse, ayant acquis une certaine expérience de la scène lorsqu'elle se produit dans des spectacles d'été.

### Carrière

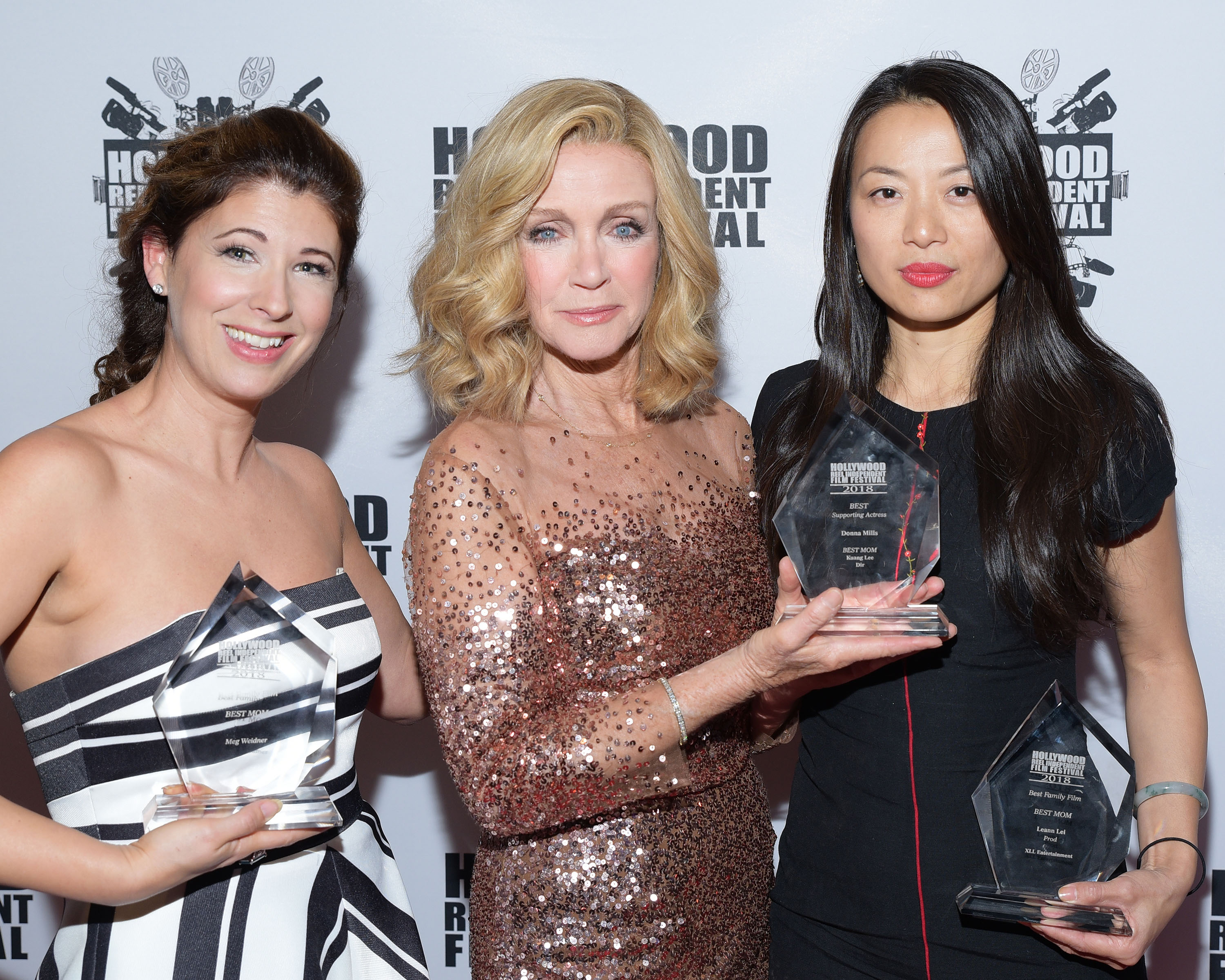
Donna Mills lors du Reel Independent Film Festival 2018.

Le premier rôle d'actrice professionnelle de Donna Mills est dans une production de la pièce Come Blow Your Horn au Drury Lane Theatre de Chicago. Plus tard, elle est choisie pour une production en tournée de la pièce My Fair Lady, ce qui l’amène à New York.
En dehors de son parcours d'actrice, elle a sorti en 1986 The Eyes Have It, une vidéo pédagogique pour réaliser différents looks de maquillage. Elle a ensuite lancé sa propre ligne de cosmétiques du même nom. Elle est aussi apparue sur des images de couverture (non nues) pour les éditions d'octobre 1987 et de novembre 1989 du magazine Playboy.

### Vie privée

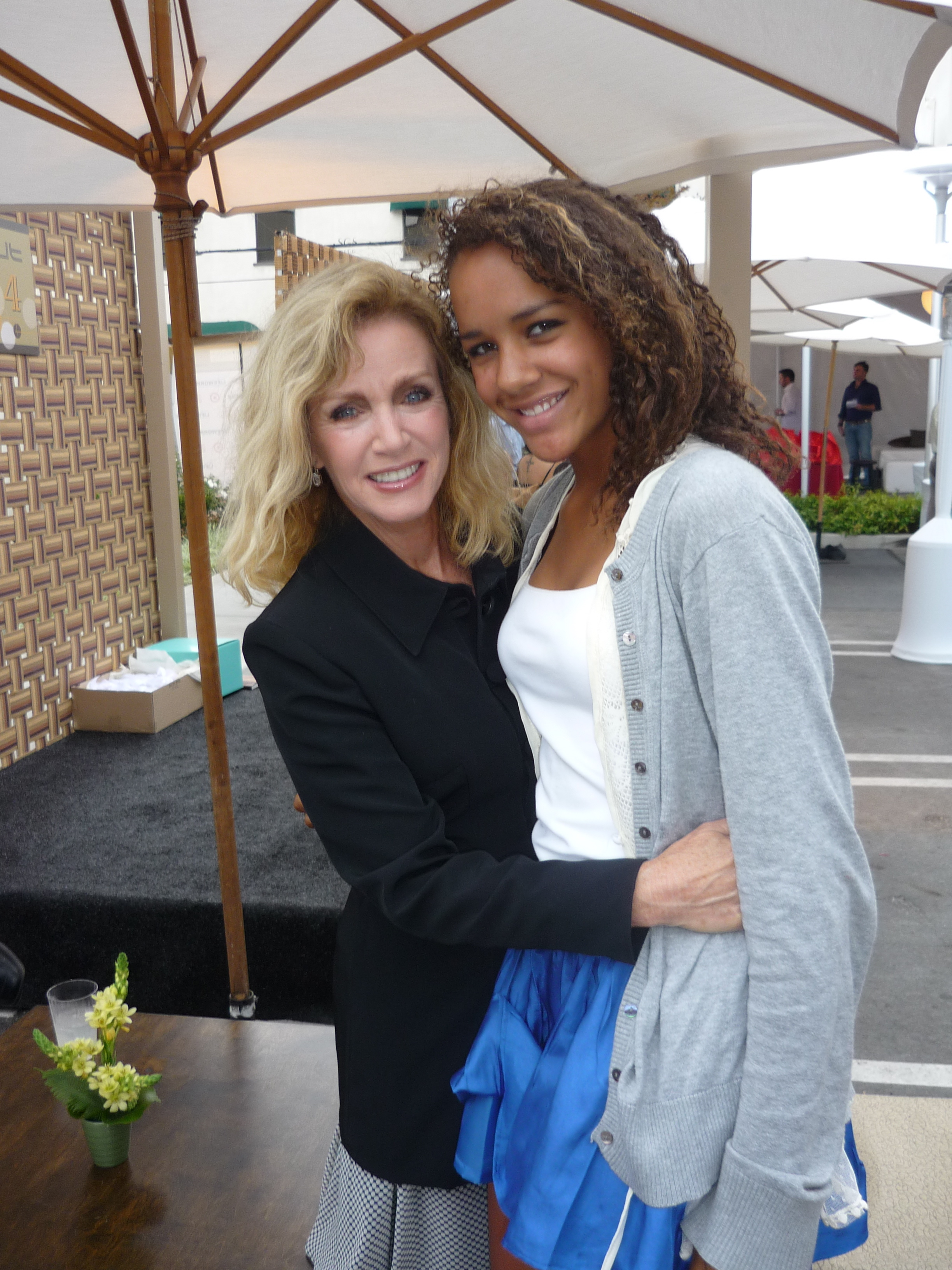
Donna Mills et sa fille adoptive Chloe, en 2009.

Jamais mariée, Donna Mills a eu une relation récurrente avec le directeur de la publicité Richard Holland (ex-mari de la chanteuse Chaka Khan) pendant environ 20 ans. En 1994, elle adopte une fille noire, Chloé.
Depuis 2001, elle entretient une relation avec l'acteur Larry Gilman.

## Filmographie

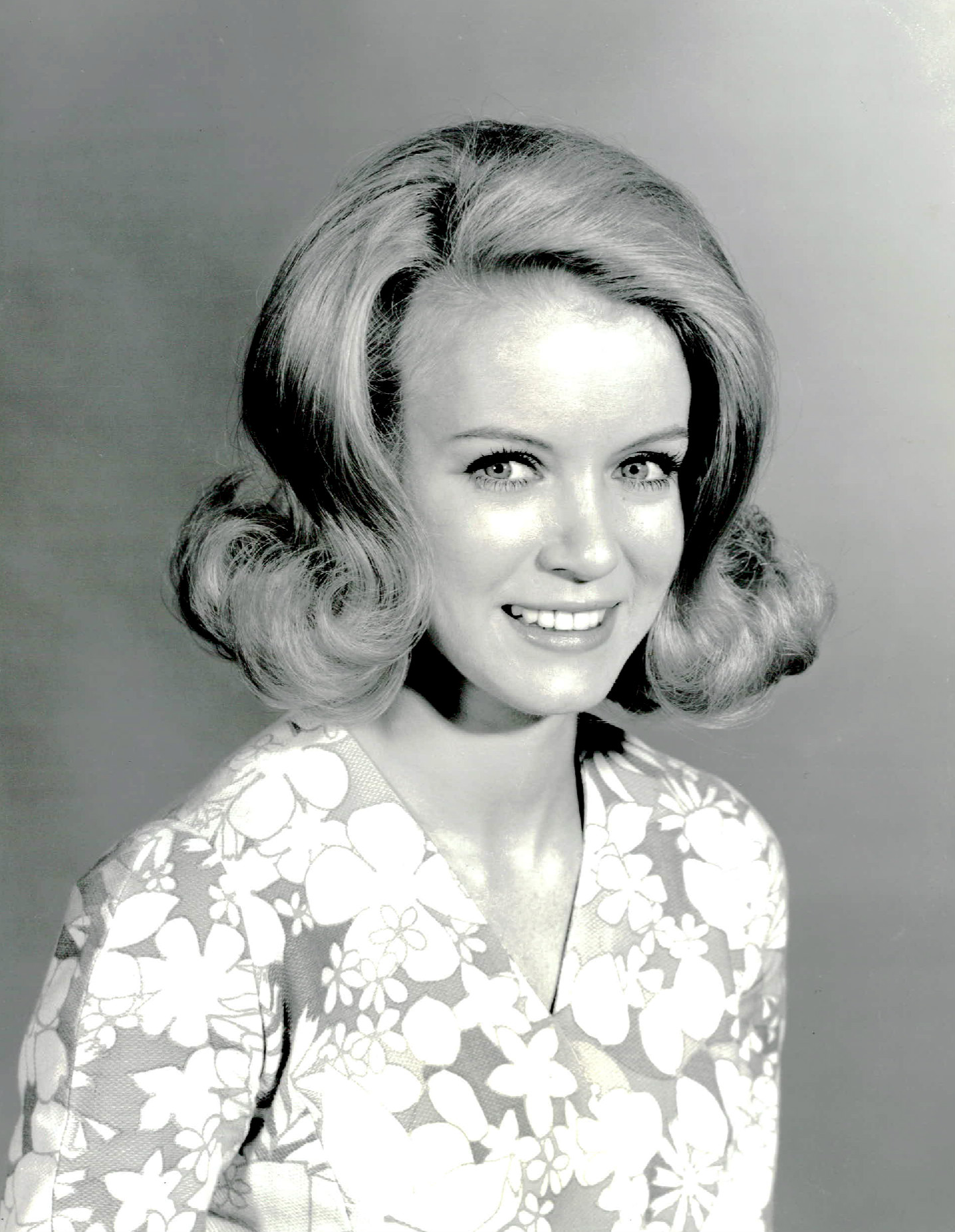
Donna Mills en 1967.

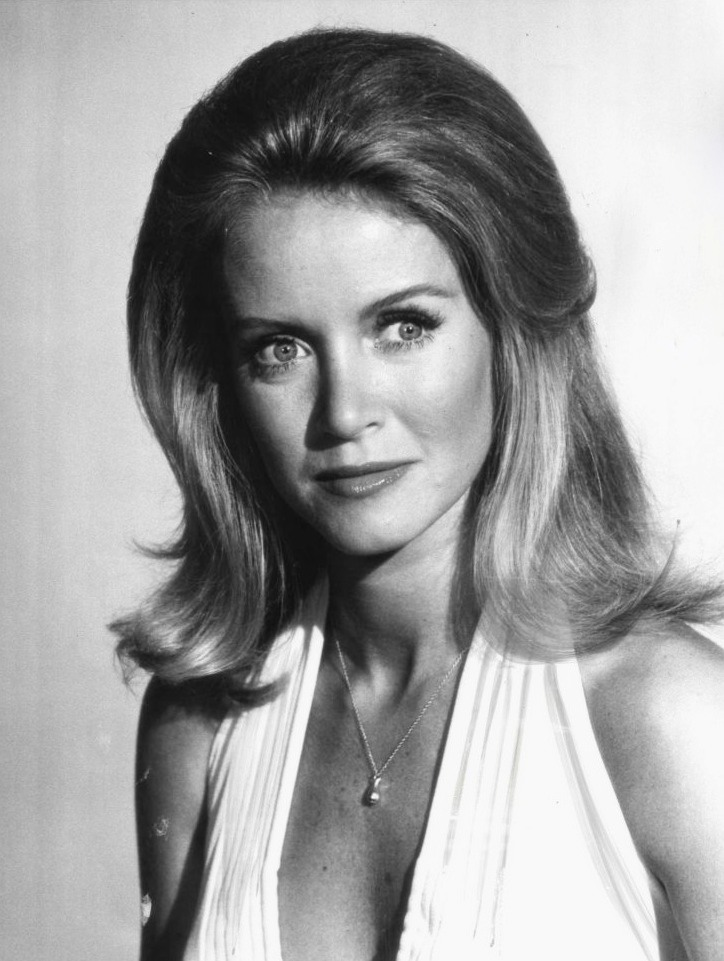
Donna Mills en 1975.

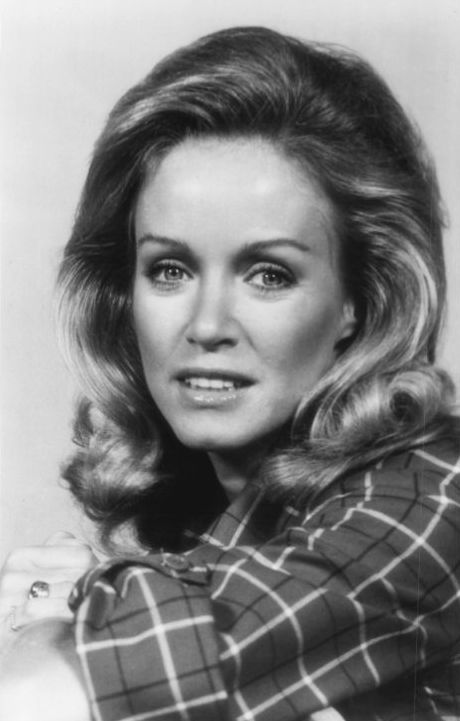
Donna Mills en 1977.

### Cinéma
- 1966 : La Tempête secrète : Fusée
- 1967 : L’Incident : Alice Keenan
- 1971 : Un frisson dans la nuit de Clint Eastwood (VF : Sylvie Mathieu) : Tobie
- 1973 : The Bait
- 1973: Angoisse (Thriller) épisode Someone At The Top Of The Stairs, saison 1 (VF : Francine Lainé) et épisode One Deadly Owner, saison 2.
- 1974 : L'Homme qui valait trois milliards saison 2 épisode 12 (course d'obstacles).
- 1974 : Live Again, Die Again
- 1976 : Qu'est-il arrivé au bébé de Rosemary ? (Look What's Happened to Rosemary's Baby) (TV)
- 1977 : La croisière s'amuse (saison 1, épisode 11) : Lila Barton
- 1977 : La Malédiction de la veuve noire (Curse of the Black Widow) de Dan Curtis : Helen Lockridge
- 1977 : Horizons en flammes (Fire!) (TV) de Earl Bellamy : Harriett Malone
- 1978 : La croisière s'amuse (saison 2, épisodes 1 et 2) (VF : Monique Morisi) : Jeannie Carter
- 1979 : Hanging by a Thread (TV) de Georg Fenady : Ellen Craig
- 1979 : L'île fantastique (saison 3, épisode 5) (VF : Danielle Volle) : Cindy Carter
- 1980 - 1993 : Côte Ouest (Knots Landing) (série télévisée) (VF : Françoise Pavy) : Abby Fairgate Cunningham Ewing Sumner (saisons 2 à 10 + invitée saison 13)
- 1982 : Bare Essence
- 1985 : Alice au pays des merveilles (Alice in Wonderland) : La Rose
- 1989 : The World's Oldest Living Bridesmaid
- 1990 : Runaway Father
- 1989 : The Lady Forgets
- 1993 : Her desperate choice
- 1992 : In My Daughter's Name
- 1994 : Une femme en péril (My Name Is Kate) (Téléfilm) (VF : Annie Balestra) : Kate
- 1995 : Dangereuses Intentions / Terreur à domicile (Dangerous Intentions) (Téléfilm) (VF : Françoise Pavy) : Beth Williamson
- 1995 : Mensonge et Trahison (An Element of Truth) (Téléfilm) : Vanessa Graves
- 1996 : The Stepford Husbands (Téléfilm) : Jodi Davison
- 1996 - 1997 : Melrose Place (série télévisée) (VF : Françoise Pavy) : Sherry Doucette (saison 5, épisodes 12 à 15)
- 1997 : Retour sur la Côte Ouest (Knots Landing: Back to the Cul-de-Sac) (Téléfilm) (VF : Françoise Pavy) : Abby Fairgate Cunningham Ewing Sumner (partie 1/2)
- 1998 : La maison au clair de Lune (Moonlight Becomes You) (Téléfilm) (VF : Françoise Pavy) : Maggie Holloway
- 1999 : Destins croisés / Seconde Chance (Twice in a Lifetime) (série télévisée) : Linda MacCullen / Lana Kasalas (saison 1, épisode 12)
- 2000 : Rude Awakening (série télévisée) : Linda (saison 2, épisode 20)
- 2004 : A Very Cool Christmas (Téléfilm) (VF : Françoise Pavy) : Madame Noël
- 2006 : Miss Détective : La mémoire envolée (Jane Doe: Yes, I Remember It Well) (Téléfilm) (VF : Françoise Pavy) : Polly Jameson
- 2007 : Cold Case : Affaires classées (Cold Case) (série télévisée) (VF : Anne Deleuze) : Lauren Williams (saison 4, épisode 13)
- 2007 : L'Amour à l'horizon (Love Is a Four Letter World) (Téléfilm) (VF : Françoise Pavy) : Margot Harper
- 2008 : Bricolage et remue-ménage (Ladies of the House) (Téléfilm) (VF : Françoise Pavy) : Elizabeth Waldman
- 2008 et 2010 : Nip/Tuck (série télévisée) (VF : Françoise Pavy) : Lulu Grandiron (saison 5, épisode 12 et saison 6, épisode 17)
- 2009 : Dirty Sexy Money (série télévisée) (VF : Françoise Pavy) : Une relation influente de la famille Darling (saison 2, épisode 10)
- 2012 : Good Christian Bitches (GCB) (série télévisée) : Bitsy Lourd (saison 1, épisode 4)
- 2013 : Dans les griffes de ma belle-mère (Deadly Revenge) (Téléfilm) (VF : Anne Deleuze) : Evelyn Moore
- 2014 : When Life Keeps Getting In The Way (Film) : Dr Goldstein
- 2014 - 2015 : Alliances & Trahisons (General Hospital) (série télévisée) : Madeline Reeves
- 2015 : Les 12 cadeaux de Noël (VF : Françoise Pavy) : Joyce Rehnquist
- 2015 : Queens of Drama (Docu-réalité) : Elle-même
- 2016 : Joy de David O. Russell : Priscilla
- 2019 : Noël sous le gui (Christmas Wishes and Mistletoe Kisses) de DJ Viola (Téléfilm) (VF : Anne Deleuze) : Caroline Sinclair
- 2022 : Nope de Jordan Peele (VF : Virginie Ledieu) : Bonnie Clayton
- 2024 : NCIS : Enquêtes spéciales (VF : Françoise Pavy): Wanda Prescott (saison 22, épisode 3)

### Télévision
| 1967-1970 | L'amour est une chose resplendissante | Laura Donnelly Elliott | série régulière                           |
| 1970      | Amour, style américain                | Élie                   | 1 épisode                                 |
| 1970      | Lancier                               | Lucie                  | 1 épisode                                 |
| 1971      | Le FBI                                | Maryanne               | saison 6, épisode 23, « L'auto-stoppeur » |
| 1971-1972 | La belle vie                          | Jane Miller            | série régulière, 15 épisodes              |
| 1972      | Le FBI                                | Bernie                 | saison 7, épisode 17, « La rupture »      |